# 阿部海大
阿部 海大（あべ かいと、1999年9月18日 - ）は、大分県杵築市出身のプロサッカー選手。Jリーグ・ファジアーノ岡山所属。ポジションはディフェンダー（センターバック）。
足元の技術を兼ね備えた、安定感のあるセンターバックプレーヤー。

## 来歴

### プロ入り前
漁師の家に生まれ、ドラゴンボールの孫悟空に憧れて空手を習っていた。鹿児島城西高校に決まりかけていたが翻意して中学卒業後に東福岡高校に入学し、同校サッカー部に入部するが、グロインペイン症候群や骨折に苦しむ。鹿児島城西の生駒仁とマッチアップするなど、高校2年次の全国高校サッカー選手権大会ではチームのベスト8進出に貢献した。高校3年次の全国高等学校総合体育大会サッカー競技大会でも2回戦で青森山田高校に敗れたが主力として活躍した。岡山スカウトの西原誉志の目にとまり、2017年10月、ファジアーノ岡山に加入内定した。

### ファジアーノ岡山
2018年よりファジアーノ岡山に入団。開幕戦・徳島ヴォルティス戦で先発出場でのプロデビューを果たした。第2節・栃木SC戦でプロ入り初得点を記録。この得点は岡山のJ2通算400点目となった。2020年、第36節栃木戦でJ初アシストを記録。

### ブラウブリッツ秋田
2023年、ブラウブリッツ秋田へ期限付き移籍。第8節首位町田戦で梶谷が頭で擦らしたボールをボレーで決め決勝点となった。6月に週間J2三島大輔選定の前半戦ベストイレブンに選出された。

### ファジアーノ岡山へ復帰
2023年12月19日、ファジアーノ岡山への復帰が発表された。

## 所属クラブ
- きつきFC（杵築市立東小学校[16]）
- スマイス・セレソン (杵築市立杵築中学校)
- 2015年 - 2017年 東福岡高等学校
- 2018年 - ファジアーノ岡山FC
  - 2023年 ブラウブリッツ秋田（期限付き移籍）

## 個人成績
| 国内大会個人成績 | 国内大会個人成績 | 国内大会個人成績 | 国内大会個人成績 | 国内大会個人成績             | 国内大会個人成績 | 国内大会個人成績 | 国内大会個人成績 | 国内大会個人成績 | 国内大会個人成績 | 国内大会個人成績 | 国内大会個人成績 |
| 年度             | クラブ           | 背番号           | リーグ           | リーグ戦                     | リーグ戦         | リーグ杯         | リーグ杯         | オープン杯       | オープン杯       | 期間通算         | 期間通算         |
| 年度             | クラブ           | 背番号           | リーグ           | 出場                         | 得点             | 出場             | 得点             | 出場             | 得点             | 出場             | 得点             |
| 日本             | 日本             | 日本             | 日本             | リーグ戦                     | リーグ戦         | リーグ杯         | リーグ杯         | 天皇杯           | 天皇杯           | 期間通算         | 期間通算         |
| ---------------- | ---------------- | ---------------- | ---------------- | ---------------------------- | ---------------- | ---------------- | ---------------- | ---------------- | ---------------- | ---------------- | ---------------- |
| 2018             | 岡山             | 33               | J2               | 7                            | 1                | -                | -                | 1                | 0                | 8                | 1                |
| 2019             | 岡山             | 33               | J2               | 0                            | 0                | -                | -                | 0                | 0                | 0                | 0                |
| 2020             | 岡山             | 33               | J2               | 5                            | 0                | -                | -                | -                | -                | 5                | 0                |
| 2021             | 岡山             | 33               | J2               | 16                           | 0                | -                | -                | 2                | 0                | 18               | 0                |
| 2022             | 岡山             | 3                | J2               | 12                           | 0                | -                | -                | 1                | 0                | 13               | 0                |
| 2023             | 秋田             | 4                | J2               | 35                           | 1                | -                | -                | 1                | 0                | 36               | 1                |
| 2024             | 岡山             | 4                | J2               | 34                           | 0                | 1                | 0                | 0                | 0                | 35               | 0                |
| 2025             | 岡山             | 4                | J1               |                              |                  |                  |                  |                  |                  |                  |                  |
| 通算             | 日本             | 日本             | J1               | \|\|\|\|\|\|\|\|\|\|\|\|\|\| |                  |                  |                  |                  |                  |                  |                  |
| 通算             | 日本             | 日本             | J2               | 109                          | 2                | 1                | 0                | 5                | 0                | 115              | 2                |
| 総通算           | 総通算           | 総通算           | 総通算           | 109                          | 2                | 1                | 0                | 5                | 0                | 115              | 2                |

その他の公式戦
- 2024年
  - J1昇格プレーオフ：2試合0得点

出場歴
- リーグ戦初出場 - 2018年2月25日 J2第1節 徳島ヴォルティス戦（鳴門大塚）
- リーグ戦初得点 - 2018年3月4日 J2第2節 栃木SC戦（Cスタ）

## タイトル

### 個人
- 全国高等学校サッカー選手権大会・優秀選手（2016年）
- 全国高等学校総合体育大会サッカー競技大会・優秀選手（2017年）

## 代表・選抜歴
- 日本高校選抜
  - NEXT GENERATION MATCH（2017年）
  - デュッセルドルフ国際ユース大会（2017年）
- U-18日本代表
  - コパ・デル・アトランティコ（2017年）
  - U18リスボン国際トーナメント（2017年）
  - SBSカップ 国際ユースサッカー（2017年）
  - AFC U-19選手権2018・予選（2017年）
- U-19日本代表
  - インドネシア遠征（2018年）
  - ロシア遠征（2018年）
- U-20日本代表
  - 沖縄・宮崎トレーニングキャンプ（2019年）[17]

## 人物・エピソード
- 漁師の家に生まれながら、海産物や寿司を苦手としている[18][19]。